# دانشگاه کالیفرنیا، سان فرانسیسکو
دانشگاه کالیفرنیا، سان‌فرانسیسکو (به انگلیسی: University of California, San Francisco) یک دانشگاه تحقیقاتی دولتی است که یکی از برترین دانشگاه‌های علوم پزشکی آمریکا و جهان به حساب می‌آید. این دانشگاه در شهر سانفرانسیسکو واقع در ایالت کالیفرنیا آمریکا قرار دارد.

## نگارخانه

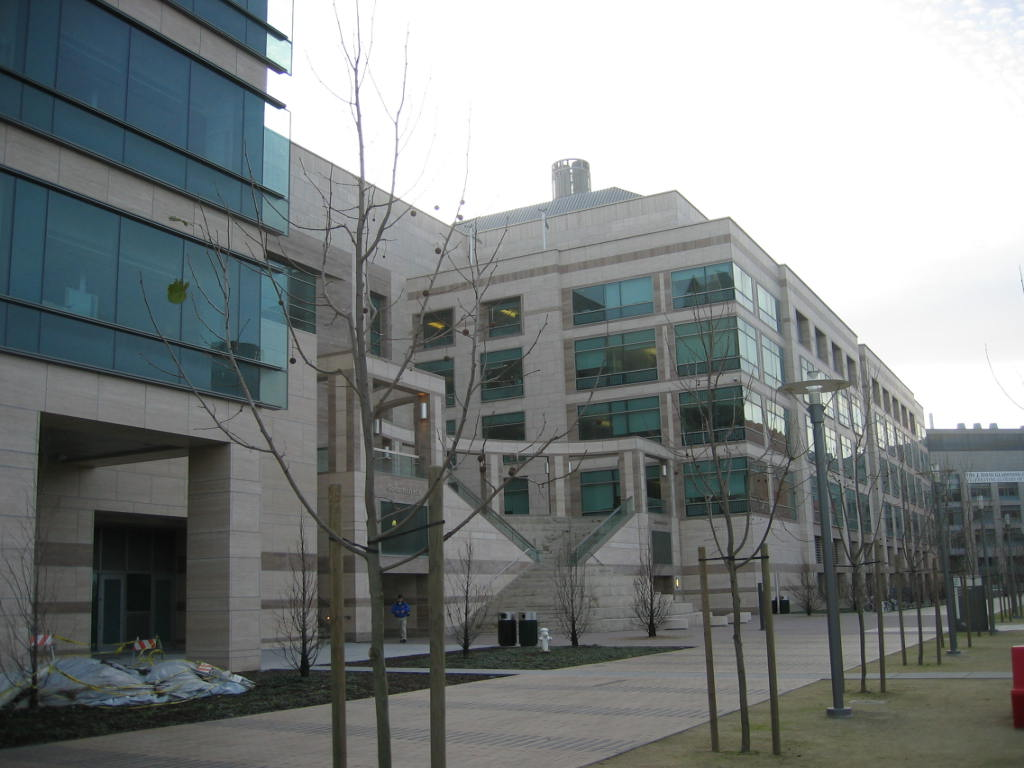
مرکز اجتماعات «میشن بی»